# Дисклеймер

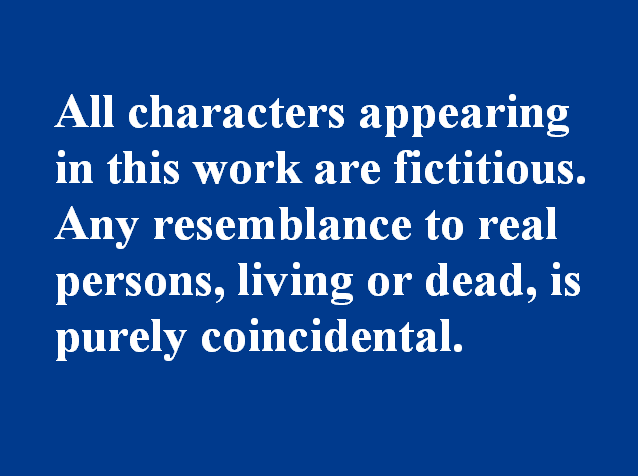
Типичный дисклеймер, появляющийся в титрах англоязычных художественных фильмов, о том, что все персонажи являются вымышленными и любое совпадение с реально живущими или когда-либо жившими людьми случайно.

Дискле́ймер (англ. Disclaimer) —        письменный отказ от ответственности за возможные деликтные последствия того или иного поступка в результате действий заявившего данный отказ либо третьих лиц. Под деликтными понимаются любые виды ответственности заявителя. Дисклеймер появился и получил широкое распространение в Соединëнных Штатах Америки, где он по-прежнему применяется повсеместно, в том числе и в быту.

## Правовая сущность явления
Широкое распространение дисклеймера в США объясняется тем обстоятельством, что он в некоторой степени «блокирует» действие общеправового принципа «незнание закона не освобождает от ответственности за его нарушение». Иными словами, заявитель понимает возможную ответственность за нарушение закона (то есть знает закон), но в то же время не гарантирует того, что его поступок повлечёт за собой ответственность. В других странах, в том числе странах романо-германской правовой семьи, дисклеймер также может применяться, только он не будет нести в себе той юридической силы как в странах англосаксонской правовой семьи и ответственность заявителя всё равно последует, независимо от того, был заявлен дисклеймер или не был.

## Сфера применения
Дисклеймер широко применяется в книгоиздательстве, прессе, кинематографе и в других сферах. Примечательно, что быстрый (по сравнению с нормальным темпом) дисклеймер в конце рекламы подрывает намерение потребителей совершить покупку у недоверенных брендов, но у доверенных брендов аналогичного эффекта нет.

## Примеры
1. ↑  «Издательство не несет ответственности и не предоставляет гарантий в связи с публикацией фактов, данных, результатов и другой информации»
2. ↑  «Редакция не несёт ответственности за содержание авторских материалов»
3. ↑  «Все персонажи являются вымышленными, и любое совпадение с реально живущими или жившими людьми случайно»
4. ↑  J.K. Udupa, P.K. Saha, R.A. Lotufo. Relative fuzzy connectedness and object definition: theory, algorithms, and applications in image segmentation (англ.) // IEEE Transactions on Pattern Analysis and Machine Intelligence. — 2002-11. — Vol. 24, iss. 11. — P. 1485–1500. — ISSN 0162-8828. — doi:10.1109/TPAMI.2002.1046162. Архивировано 11 июня 2024 года.